# Бигем, Джон, 1-й виконт Мерси
Джон Чарльз Бигем, 1-й виконт Мерси (англ. Charles Clive Bigham, 2nd Viscount Mersey; 3 августа 1840 — 3 сентября 1929) — британский юрист и политик.

## Ранний период жизни
Родился 3 августа 1840 года в Ливерпуле. второй сын Джона Бигема (1814—1880), преуспевающего торговца, и его жены Хелен, урожденной Ист. Он получил образование в Ливерпульском институте средней школы для мальчиков и в Лондонском университете, где изучал право.
Джон Бигем покинул университет, не получив диплома. Затем он отправился в Берлин и Париж, чтобы продолжить свое образование. Призванный в коллегию адвокатов в 1870 году Миддл-Темпл, он занимался коммерческим правом в своем родном городе и его окрестностях.

## Адвокат и судья

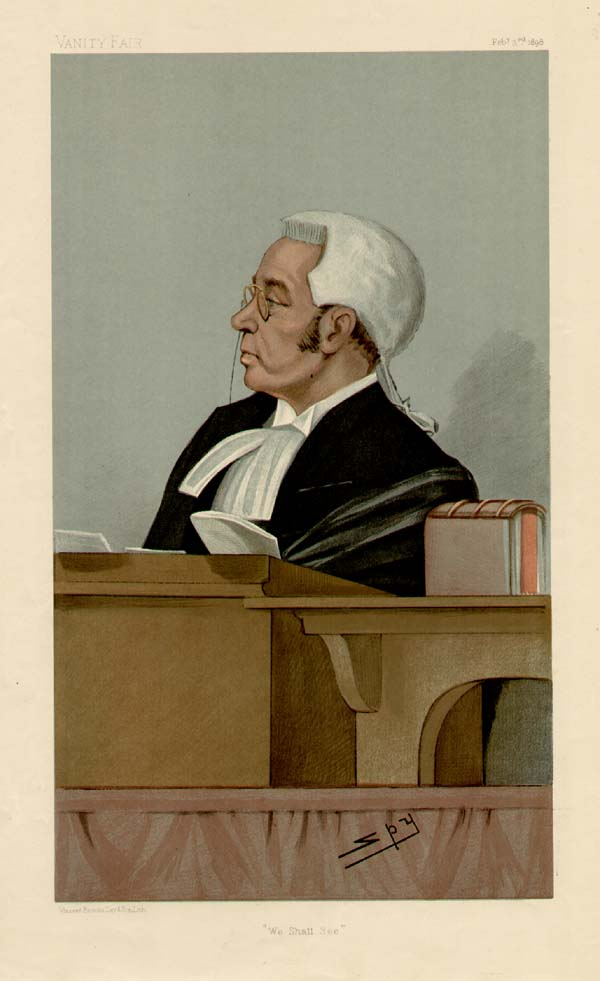
Карикатура на Джона Бигема, созданная Лесли Уордом для журнала Vanity Fair, 1898 г.

В 1883 году Джон Бигем был назначен королевским адвокатом . Его коммерческая практика процветала. В 1885 году он попробовал свои силы в политике, баллотируясь в качестве кандидата от либеральной партии в парламент по ливерпульскому избирательному округу Ист-Токстет, но проиграл . В 1892 году он безуспешно баллотировался в другом ливерпульском округе. С третьей попытки он был избран в Палату общин в 1895 году, когда он баллотировался как либеральный юнионист .
Он так и не смог оказать большого политического влияния, и его интерес к политике был меньше, чем к юридической работе, которая продолжала процветать. В течение последнего десятилетия своей работы в качестве адвоката он был настолько востребован, что стал одним из самых богатых юристов в своем кругу.
В октябре 1897 года Джон Бигем был назначен судьей в Королевский суд continuing his work in business law, and disqualifying him being an MP. He was knighted the following month., продолжив свою работу в области коммерческого права и лишив себя права быть депутатом. В ноябре того же года он был посвящен в рыцари.
Он был президентом Комиссии по железным дорогам и каналам, работал в судах по делам о банкротстве и пересматривал приговоры военных судов, вынесенные во время Второй англо-бурской войны. В 1909 году он был назначен президентом Отдела по наследственным делам, разводам и адмиралтейству, но счел работу по разводам неудовлетворительной и вышел в отставку в 1910 году.
16 марта 1910 года Джон Бигем получил титул барона Мерси из Токстета в графстве Ланкашир, став членом Палаты лордов Великобритании.

## Морское право
В 1912 году Лорд Мерси получил наибольшую известность, когда лорд Лореберн, лорд-канцлер в правительстве Герберта Асквита, назначил его главой комиссии по расследованию гибели Титаника. Была некоторая критика его ведения расследования. Некоторые считали, что он был предвзят по отношению к Совету по торговле и основным судоходным концернам и слишком мало заботился о выяснении причин затопления судна. В 1998 году историк Дэниел Батлер описал Мерси как «автократичного, нетерпеливого и не мало вспыльчивого», но отметил «удивительную объективность» результатов расследования. Однако Питер Падфилд позже пришел к выводу, что имели место «сумасшедшие выводы, искажения, предвзятость и иногда туповатое упрямство свидетелей и суда».
В 1913 году Лорд Мерси председательствовал на Международной конвенции по охране человеческой жизни на море и добавил еще три морских расследования в свое резюме, возглавив расследования потоплений RMS Empress of Ireland (проведенных в Канаде в 1914 году) и Falaba и RMS Lusitania в 1915 году. Что касается последнего, Мерси входит в число тех, кого сторонники теории заговора подозревают в сокрытии информации. Его биограф Хью Муни писал, что такие подозрения являются полностью предположительными, но «вывод расследования (которое безоговорочно обвинило Германию в трагедии) был, без сомнения, политически выгодным».
22 января 1916 года для Джона Бигэма был создан титул виконта Мерси из Токстета в графстве Ланкашир.
Лорд Мерси скончался 3 сентября 1929 года в Литлемптоне в Западном Сассексе в возрасте 89 лет.

## Семья
17 августа 1871 года Джон Бигем женился на Джорджине Саре Роджерс (? — 9 января 1925), дочери Джона Роджерса. У супругов было трое сыновей:
- Чарльз Клайв Бигем, 2-й виконт Мерси (18 августа 1872 — 20 ноября 1956)[1], старший сын и преемник отца.
- Джон Тревор Бакли Бигем (27 ноября 1873 — 23 января 1875)
- Достопочтенный сэр Фрэнк Тревор Роджер Бигем (22 мая 1876 — 23 ноября 1954), заместитель комиссара полиции Метрополиса[англ.].